# Peter Zumthor
Pour les articles homonymes, voir Zumthor.
Peter Zumthor, né à Bâle le 26 avril 1943, est un architecte suisse, lauréat du prix Pritzker 2009.

## Biographie
De 1958 à 1962, Peter Zumthor effectue un apprentissage d'ébéniste auprès de son père Oscar Zumthor à Oberwil près de Bâle. Il étudie ensuite l'architecture d'intérieur à la Schule für Gestaltung de Bâle et enfin, dans les années 1960, l'architecture à l'Institut Pratt de New York.
À partir de 1968, il exerce auprès des monuments historiques du canton des Grisons. En 1979, il ouvre son agence à Haldenstein. Son travail de restauration lui a permis d'étudier la construction et les qualités des différents matériaux de construction rustiques. Au fil des projets, Zumthor intègre ses connaissances des matériaux.
En 1994, il est élu membre de l'Académie des arts de Berlin.
En 1998, il reçoit le prix Carlsberg d'architecture pour le musée de Brégence (Kunsthaus Bregenz) et les thermes de Vals.
Depuis 1996, il est professeur à l'Académie d’architecture de l'université de la Suisse italienne à Mendrisio.
En 2009, il est désigné lauréat du prix Pritzker par la fondation américaine Hyatt pour l'ensemble de son œuvre, dont les thermes de Vals, qualifiés de chef-d'œuvre.
En 2014, il reçoit le prix du FILAF d'argent au Festival international du livre d'art et du film de Perpignan pour son ouvrage réalisé avec Thomas Durisch, Peter Zumthor Buildings & Projects, 1985-2013 (Scheidegger et Spiess éditions).

## Son architecture

### Conception de l’architecture
Peter Zumthor définit l’architecture comme enveloppe et arrière-fond de la vie qui passe : « un récipient sensible au rythme des pas sur le sol, à la concentration du travail, au silence du sommeil ».

### Méthode de projet
Il travaille à l’écart tel un artisan. Il s’occupe personnellement de tous les projets, des esquisses jusqu’au dernier détail. Il développe toujours ses idées sur le lieu même : « Je dois m’imprégner d’un lieu, dit-il, voilà pourquoi je fais le tour du site à chacune de mes visites, pour voir comment il vit. »

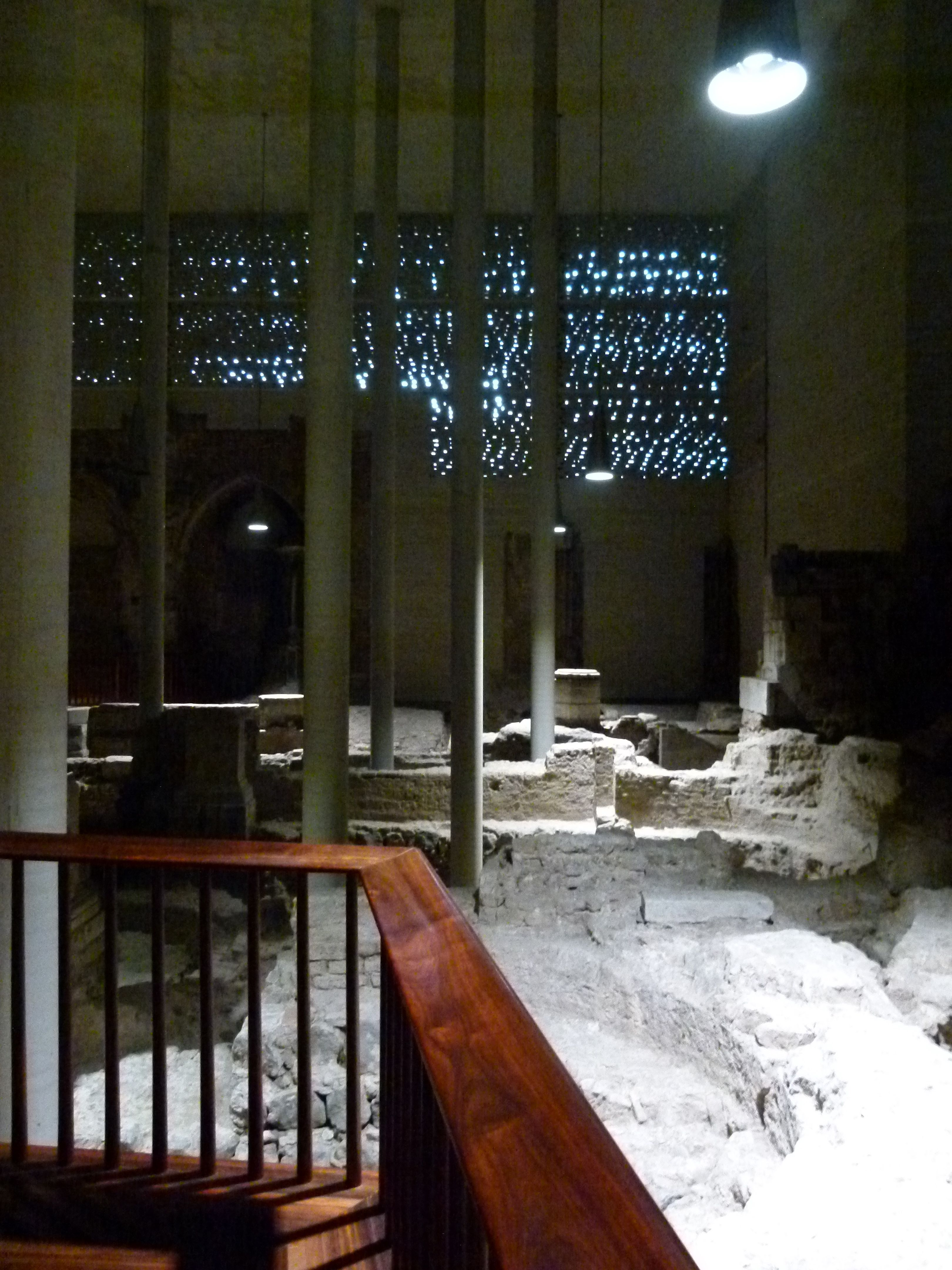
Les ruines de l'église Saint-Kolumba

### Rapport au lieu
Chacun de ses bâtiments est construit pour une utilisation spécifique, pour une société spécifique. 
Pour le projet de musée sur les ruines de l’église Saint-Kolumba, où la demande était de préserver un patrimoine historique en péril tout en l’harmonisant avec une nouvelle construction, il choisit de conserver l’authenticité du lieu et de rendre visible le paysage de ruines.

### Travail de la lumière
La lumière, et sa mise en scène, est un élément important du travail de Peter Zumthor. Il la travaille pour renforcer l’atmosphère souhaitée et influencer l’usager. Dans de nombreux projets, il conçoit le bâtiment afin qu’il puisse aussi avoir une identité forte la nuit. De jour, le Kunsthaus de Brégence apporte une lumière naturelle filtrée et discrète pour inciter au recueillement et à la concentration nécessaire pour contempler des œuvres d’art. De nuit, l’édifice qui rayonne telle une lampe japonaise en papier de riz, dévoilant par transparence sa circulation et ses différences de niveaux.

### Matériau
Le choix des matériaux opéré par Peter Zumthor et leurs traitements doivent certainement quelque chose à sa formation d'ébéniste. L’architecte veut que les matériaux expriment simplement la qualité de leur surface naturelle. Il porte une grande importance aux matériaux tels que le bois (ex. : le pavillon suisse), la pierre (ex. : les thermes de Vals) et le béton (ex. : le Kunsthaus).

### Les détails
« En tant qu’architecte, je veux pouvoir avoir une influence sur tout et le détail est une partie du tout. », déclare Peter Zumthor. Chacun de ses édifices est un ensemble cohérent où les détails sont conçus afin de mener à la compréhension de l’ensemble, duquel ils sont indissociables.
Pour la maison Gugalum, dans le canton des Grisons, l’architecte a travaillé l’extension en conservant le rythme de l’édifice existant et, pour marquer la transition entre les deux parties, il a démarré l’extension au niveau de bois de bout, appartenant à l’ancienne partie. C’est grâce à cet élément que les deux parties ne forment plus qu’un et que la nouvelle donne l'impression d’avoir toujours fait partie de l’ancienne.

### Travail sur les sens
Il conçoit une architecture tangible qui s’adresse à tous les sens et pas seulement aux yeux. « L’espace, dit-il, est influencé par ce qui constitue l’espace ou par ce qui l’entoure. L’espace lui-même est un vide, en tant qu’architectes nous ne définissons que l’enveloppe de l’espace, peut être sa forme, et vous percevez cela par les sens. »
À Hanovre, dans le pavillon suisse, musique et architecture forment une unité. Il s’agit d’un cœur de résonance (« Sound Box »), un édifice perméable à l’environnement extérieur qui est à la fois une sculpture que l’usager peut parcourir et une forêt qui sent le bois. C’est une expérience sensorielle.

## Principales réalisations

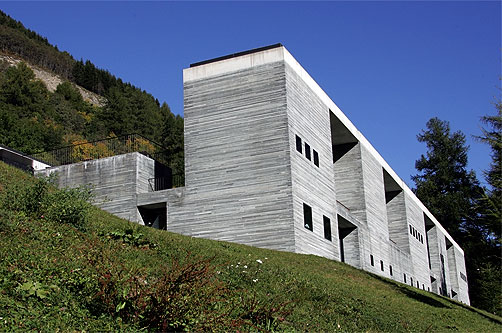
Les bains thermaux à Vals, 1986-1996.

- 1985-1986 : atelier d'architecture Zumthor, Haldenstein
- 1985-1988 : chapelle Saint-Bénédict, à Sumvitg
- 1986 : abri pour vestiges gallo-romains à Coire
- 1986-1996 : bains thermaux, à Vals
- 1989-1997 : Kunsthaus de Brégence, Autriche
- 1990-1994 : maison Gugalun à Safiental
- 1997-2000 : pavillon suisse (Le Corps sonore) à l'Expo 2000 de Hanovre, Allemagne
- 2007 : chapelle Saint-Nicolas-de-Flue, Mechernich, Allemagne
- 2007 : Kolumba, musée diocésain, Cologne, Allemagne
- 2011 : Mémorial de Steilneset, à Vardø, Norvège, avec Louise Bourgeois

## Récompenses

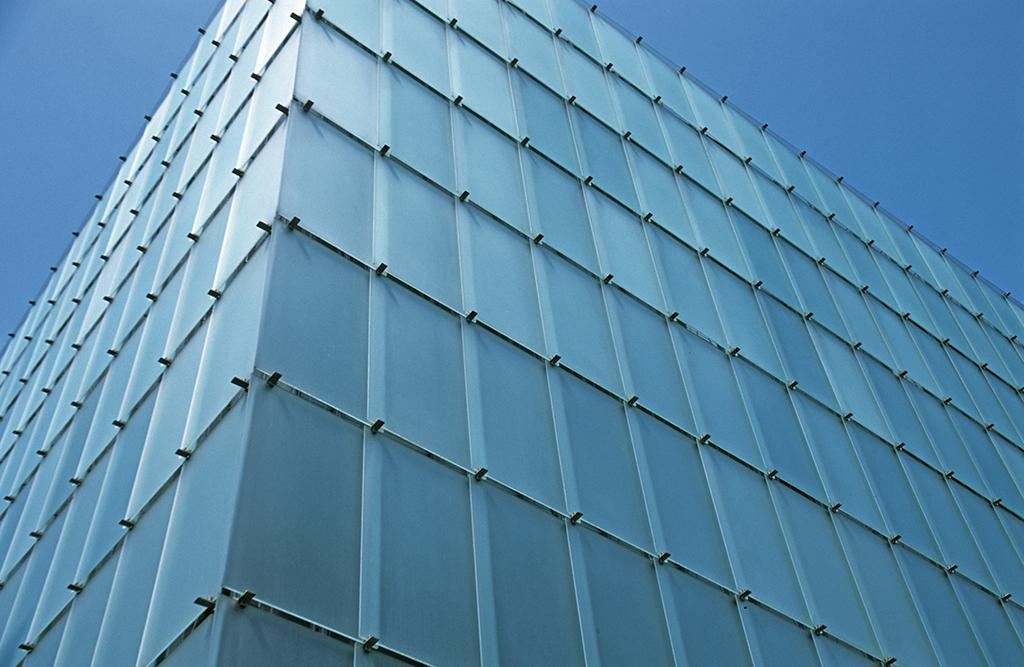
Kunsthaus à Brégence, 1996-1997.

- 1987 : Auszeichnung guter Bauten im Kanton Graubünden, Suisse
- 1989 : Médaille Heinrich-Tessenow, Gottfried Wilhelm Leibniz Universität Hannover
- 1991 : Gulam, European wiid-glue prize
- 1992 : Internationaler Architekturpreis für Neues Bauen in den Alpen, Graubünden, Suisse
- 1993 : Best Building 1993 award from Swiss tc's '10 vor '10, Graubünden, Suisse
- 1994 : Auszeichnung guter Bauten im Kanton Graubünden, Suisse.
- 1995 : International Prize for Stone Architecture, Fiera di Verona, Italie
- 1995 : Internationaler Architekturpreis für Neues Bauen in den Alpen, Graubünden, Suisse
- 1996 : Erich-Schelling-Preis für Architektur, Erich-Schelling-Stiftung, Allemagne
- 1998 : Carlsberg Architectural Prize
- 2006 : Spirit of Nature Wood Architecture Award
- 2006 : Thomas Jefferson Foundation Medal in Architecture, University of Virginia
- 2008 : Praemium Imperiale, Japan Arts Association
- 2009 : prix Pritzker

## Publications
- Penser l’architecture, Basel, Boston, Berlin, Birkäuser, 2006
- Atmospheres, Basel, Boston, Berlin, Birkäuser, 2006

## Conférence
- « Parole à l’architecture »[9], Centre Pompidou, Paris, 19 octobre 2011

### Filmographie
- Les Thermes de pierre de Richard Copans (2001, 26 min) ; film de la collection « Architectures » (de la chaîne Arte) sur les thermes de Vals, en Suisse.